# Рудник Джекіндек
Рудник Джекіндек – колишній гірничодобувний майданчик на сході Узбекистану.
Родовище Джекіндек виявили у 1956 році в південній частині Чаткальського хребта, у долині річки Джекіндек (правобережна частина сточища річки Ахангаран, що відділяє Чаткальський хребет від розташованого південніше Курамінського). Розробка стартувала в 1975-му, при цьому її провадило Рудоуправління № 2 Ленінабадського гірничо-хімічного комбінату (також оіпкувалось такими рудниками як Каттасай, Алатаньга та Майлі-Катане/Наугарзан).
Видобуток провадився підземним способом. Також відбувалось вилуговування бідних руд за допомогою сульфатної кислоти. Руда проходила підготовку на збагачувальній фабриці рудоуправління в Янгіабаді, після чого спрямовувалась на гідрометалургійний завод у Чкаловську.
Розробка тривала до 1983 року та була припинена у зв’язку із вичерпанням запасів.
За результатами розробки накопичилось 99 тисяч тонн відвалів з підвищеним рівнем небезпеки.